# Palazzo Guicciardini
Palazzo Guicciardini si trova a Firenze in via Guicciardini 15 angolo piazza Carlo Levi. Fu la principale dimora della famiglia Guicciardini che tuttora vi risiede.
Il palazzo appare nell'elenco redatto nel 1901 dalla Direzione Generale delle Antichità e Belle Arti, quale edificio monumentale da considerare patrimonio artistico nazionale.

## Storia e descrizione

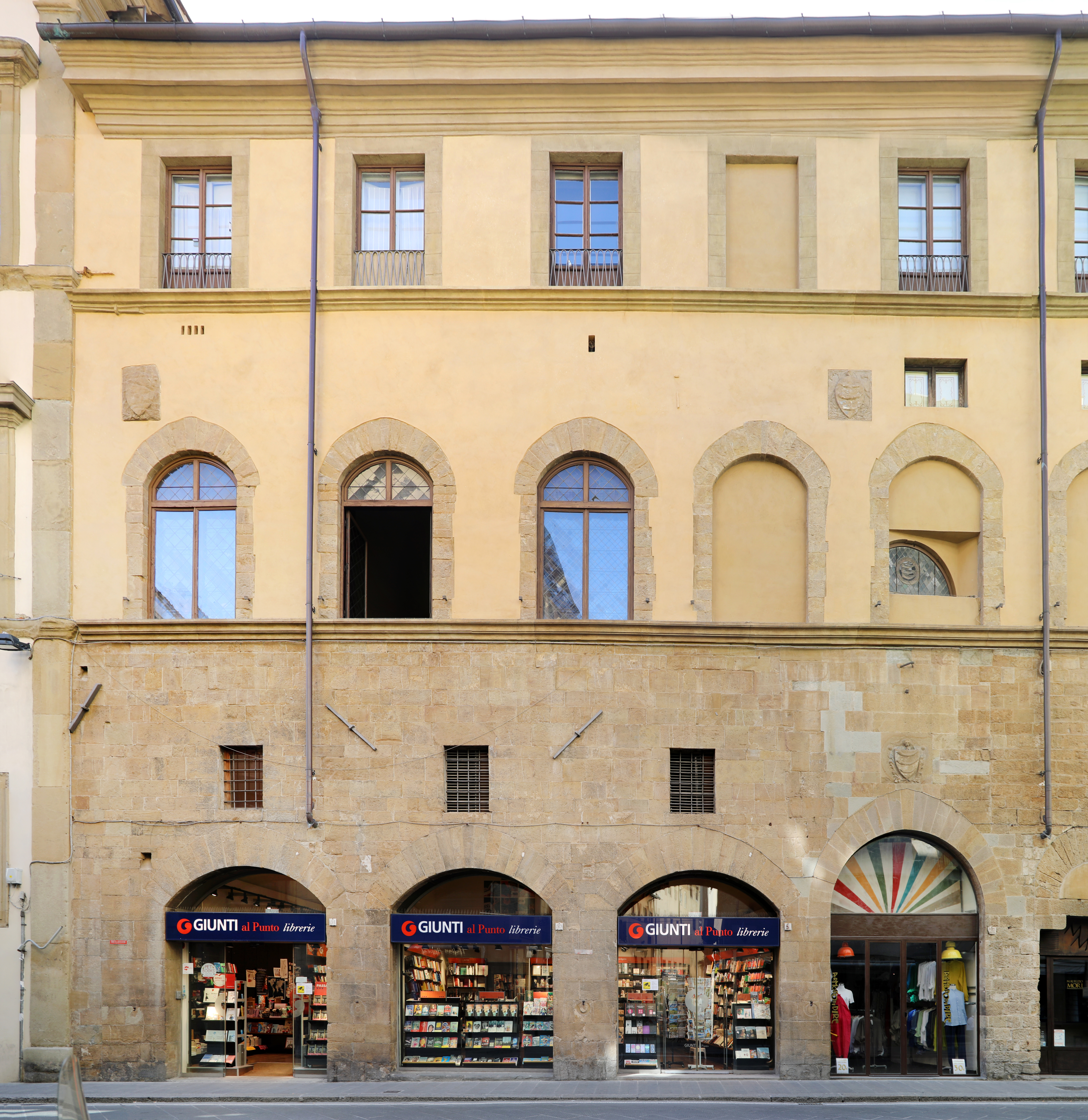
La "Casa grande"

### Arrivo ed espansione della famiglia Guicciardini
La famiglia, venuta a Firenze dalla Val di Pesa almeno dalla seconda metà del XIII secolo, si stabilì nella via, che allora si chiamava "borgo di Piazza", acquistando nel tempo varie case, soprattutto sul lato orientale. L'attuale palazzo è infatti frutto dell'unificazione, attuata tra il secondo e il terzo decennio del Seicento, di una serie di costruzioni appartenenti agli stessi Guicciardini e ai Malefìci verso il ponte Vecchio, ai Benizzi e ai Barbadori verso piazza Pitti. Più in particolare, come risulta dalle piante pubblicate da Paolo Guicciardini ed Emilio Dori nel 1952, il nucleo più antico, che determina la porzione sinistra della fabbrica, ingloba una torre 'appalagiata' (ossia adattata a vera abitazione, collocabile presso l'angolo nord dell'attuale giardino) e una "casa grande" dei Guicciardini, già presenti nel XIII secolo ed arse durante il tumulto dei Ciompi del 1378, sulla quale poggia l'ugualmente antica torre de' Malefici, ancora leggibile sul fronte stradale. 

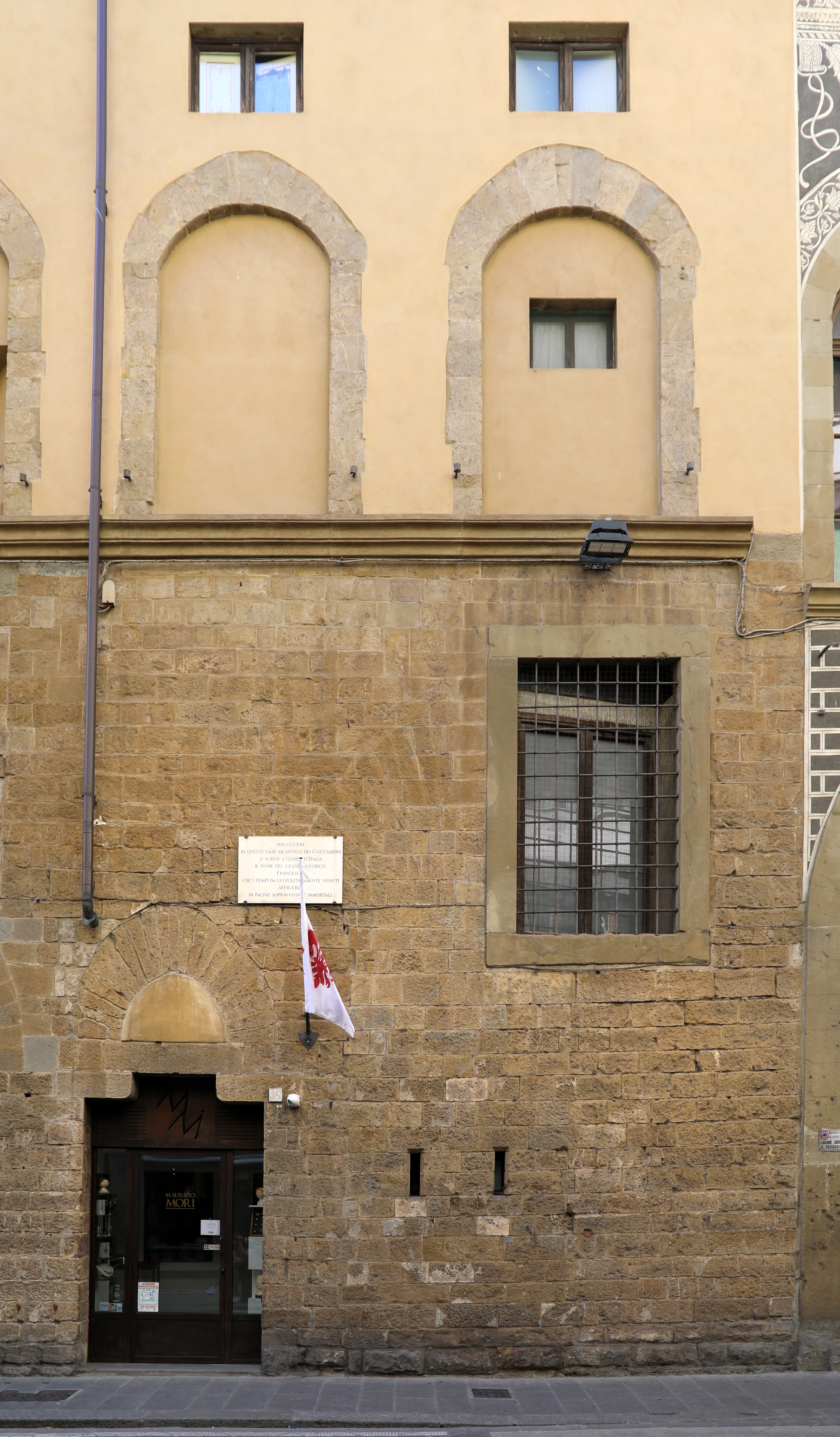
Porzione della "torre dei Malefici"

La "casa grande" era nata da una serie di acquisti intrapresi tra il 1342 e il 1365 Piero Guicciardini. La torre, ricordata in un documento del 1362, fu invece acquistata nel 1414 dai Guicciardini e in un catasto del 1446 Luigi Guicciardini, riferendosi a questa torre, dichiara che "si spigionò, e ruppesi un muro in mezzo e quindi vi fece la camera sua, e così poi sempre l'abbiamo tenuta per abitazione, e sanza non possiamo fare".
Nel 1515 Jacopo Guicciardini, fratello del famoso storico Francesco, acquistò il palazzo Benizzi, dove nel 1233 era nato san Filippo Benizzi. Nel 1604 (o 1609 secondo altre fonti) infine venne aggiunta anche la casa dei Barbadori, un edificio interno rispetto alla strada, raggiungibile tramite un vicolo che passava accanto al palazzo Benizzi (vicolo poi scomparso quando fu allargata la piazza). Una quinta unità era poi un palazzo dei Guidetti, acquisito nel 1588, ricomprato nel 1791 dallo Scrittorio delle Reali fabbriche e quindi demolito nel 1837 quando fu allargata la piazza Pitti fino alle dimensioni odierne.

### Creazione del palazzo
Fino agli inizi del Seicento, nonostante tutte queste fabbriche fossero riconducibili allo stesso ceppo, erano rimaste comunque divise, a identificare le residenze dei diversi nuclei familiari. Riunite a questa data le proprietà nei fratelli Piero e Girolamo, si provvide a lavori volti a una effettiva riunificazione dei fronti e degli spazi interni, su progetto iniziale di Ludovico Cardi detto il Cigoli (ma il dato è discusso), poi seguito per la morte del maestro da Gherardo Silvani, che operò sulla fabbrica tra il 1620 e il 1625 fino a conferirle, per quanto riguarda gli esterni, l'aspetto odierno: venne aperto un nuovo scalone (ricavato nell'ex-torre dei Malefici), furono unificate le facciate (livellando la torre) e i due cortili, venne spostato l'accesso principale sull'ex-palazzo Benizzi, scenograficamente affacciato sul giardino, e fu ristrutturato l'atrio d'ingresso, con la creazione di un androne voltato a botte e di un cortile con porticati. I Guicciardini possedevano poi un'ulteriore "aggiunta" verso nord, che nel 1634 venne ceduta ai Franceschi, dove in seguito sorse il palazzo Dragomanni.
Il marchese Piero Guicciardini impose alla discendenza che titolo e possedimenti si trasmettessero al solo figlio primogenito senza divisioni, per cui la proprietà arrivò senza grandi mutamenti fino all'Ottocento.
Gli interni ebbero radicali cambiamenti ai primi dell'Ottocento, in occasione di un matrimonio tra Francesco Guicciardini e Elisabetta Pucci (1804), quando, su progetto dell'architetto Pasquale Poccianti, fu modificata la planimetria di tre sale e rinnovata, secondo il gusto neoclassico, la decorazione interna, ad accogliere tra l'altro affreschi di Luigi Sabatelli e Luigi Catani. 

### Diminuzione e nuovi lavori

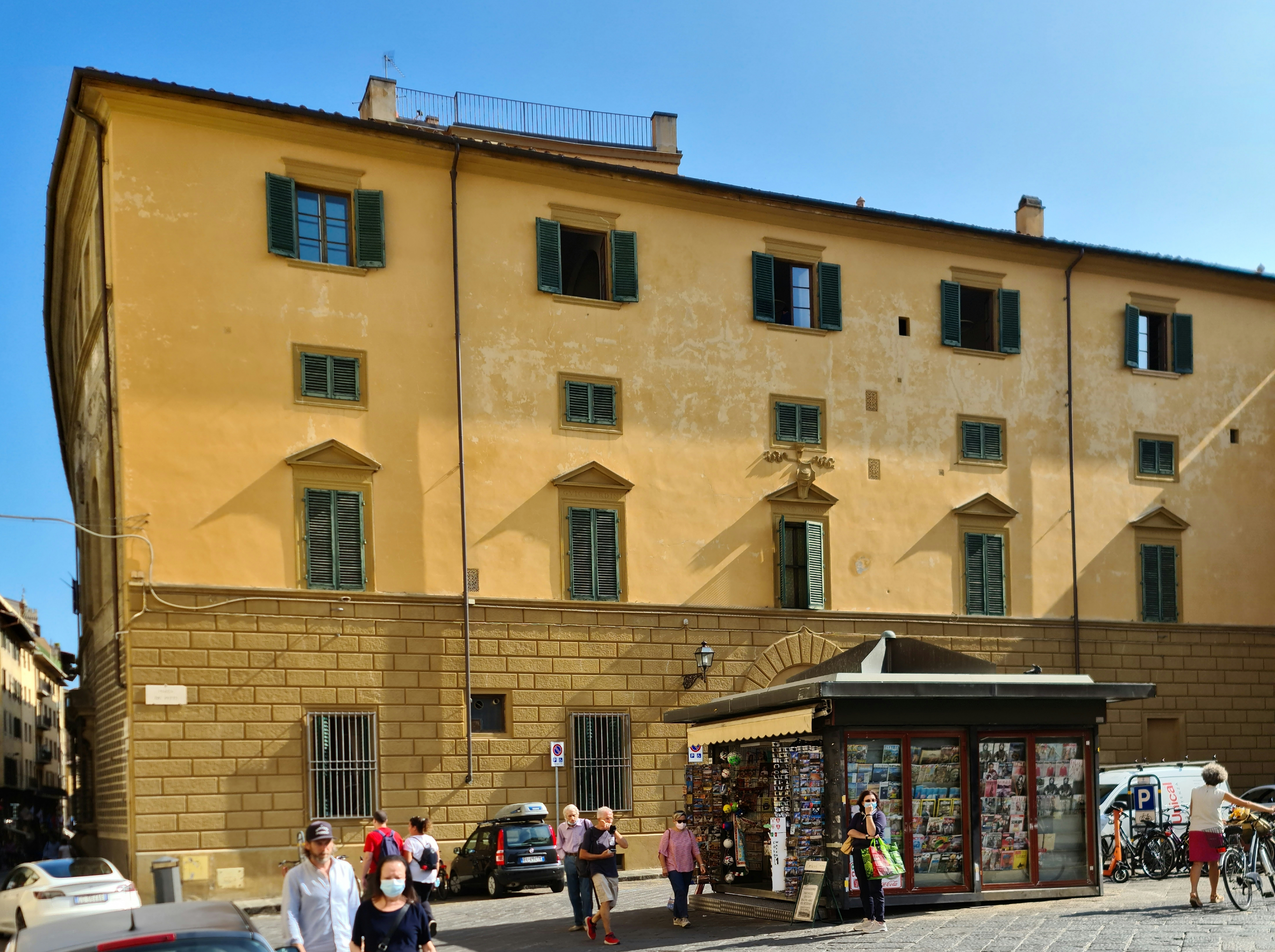
Lato dell'ex-palazzi Benizzi e Barbadori su piazza Carlo Levi

Nel 1837 per allargare piazza Pitti venne demolito l'adiacente palazzo Guidetti, e il palazzo Guicciardini si trovò così in angolo sulla piazza, per questo venne approntata una nuova facciata laterale, per la quale esistono dei progetti stesi da Pasquale Poccianti nel 1838 con la collaborazione dell'ingegnere Antonio Ademolli. Anche la facciata su via Guicciardini venne riorganizzata e si persero in quell'occasione alcune parti dei graffiti cinquecenteschi, e furono abbassati i davanzali di alcune finestre, sacrificando anche la cornice marcapiano del Silvani. 
Nel 1866 il granduca Pietro Leopoldo abolì i fidecommessi che vincolavano l'unità della proprietà e i due fratelli Piero e Luigi si divisero il palazzo secondo la demarcazione antica ("Casa grande" e palazzo ex-Benizzi), erigendo anche un muro nel giardino. In quell'occasione fu ripristinata l'antica entrata dell'ala nord, abbellita per l'occasione da un passaggio con colonne e finestre. Piero non ebbe figli e la sua parte andò al nipote Francesco, unico figlio superstite di Luigi, così la proprietà venne riunificata nel giro di pochi anni. Il conte Francesco fu un economista e uomo politico, ricoprendo l'incarico di sindaco di Firenze negli anni a cavallo tra Otto e Novecento, oltre a quelli di deputato, ministro in più governi.
Al secondo decennio del Novecento (1922-1924) sono riconducibili ulteriori lavori promossi dai conti Paolo e Augusta Guicciardini, tra i quali la riunione delle due sale della biblioteca, il ridisegno del giardino, il restauro dei graffiti della facciata dell'antico palazzo Benizzi e la ricostruzione del fronte su piazza Pitti, il tutto su progetto dell'architetto Giuseppe Castellucci. A questo periodo risale anche il riordino dell'archivio dei documenti della famiglia, tuttora in loco.

### Danni bellici e restauri

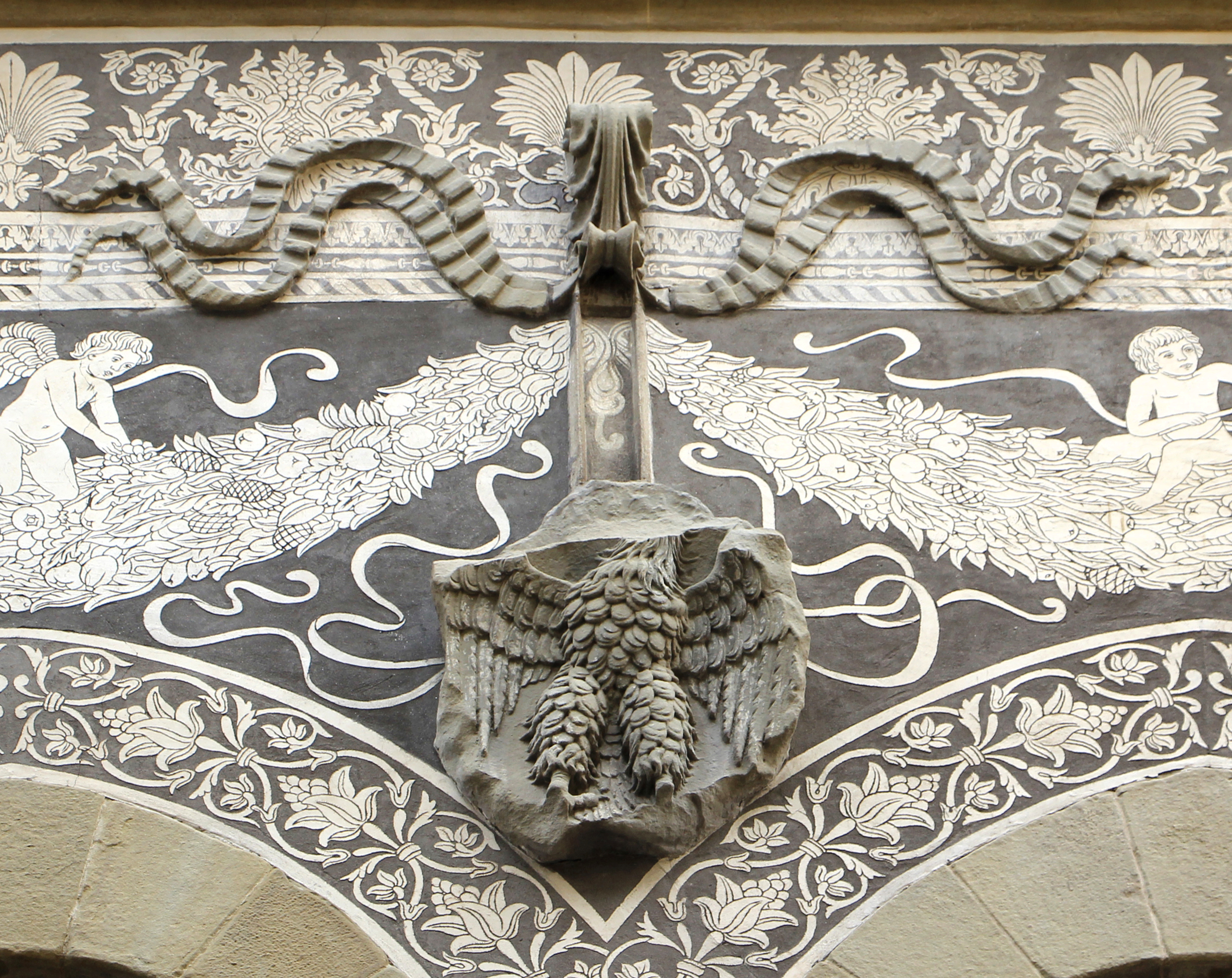
Scudo Benizzi in facciata; il taglio "fresco" dimostra come venne danneggiato durante le esplosioni del 1944

Durante la seconda guerra mondiale il palazzo fu una delle poche architetture di via Guicciardini a salvarsi dalle mine tedesche, anche se non fu esente da gravi danni, che riguardarono lo scalone principale, le coperture e i graffiti della facciata. I restauri, promosso dal conte Paolo Guicciardini su progetto dell'architetto Emilio Dori, furono solerti e già nel 1950 erano stati ripristinate le zone danneggiate. In quell'occasione vennero anche ristrutturate alcune sale interne soprattutto nell'area "Barbadori".
Una fotografia pubblicata dai Thiem mostra come verso il 1964 a tale data gli intonaci fossero oramai quasi del tutto perduti, e certo non a causa della guerra, dato che già nel 1908 Schiaparelli si doleva che la facciata graffita fosse "tutta perduta". Nonostante tali cure le decorazioni apparivano nuovamente lacunose negli anni novanta. 
L'ultimo intervento, curato da Guicciardini & Magni architetti studio associato, risale al 2007: "Le operazioni di restauro hanno riguardato le facciate esterne e quelle sul giardino, le coperture e alcune parti interne. Gli interventi hanno portato alla ricostruzione dell'apparato decorativo composto dai graffiti, consolidando le parti originali e integrando quelle mancanti, grazie alla ricostruzione effettuata mediante foto d'epoca, documentazioni descrittive e accurati rilievi. La tecnica del graffito è qui applicata sulla base dei cartoni ricostruiti. Sull'intonaco grezzo a base di calce è stato applicato uno strato di grassello di calce pigmentato con manganese, sulla velatura soprastante sono stati poi incisi i decori con fasce, festoni e motivi floreali, portando in vista il fondo scuro sottostante. Le porzioni esistenti dei graffiti mantengono un leggero stacco di tonalità, che le distingue dalle integrazioni eseguite".

## Descrizione
La facciata si presenta oggi composta da due ali ben distinte, ma unite dallo stesso cornicione e dalla fila uniforme di finestre al secondo piano, mentre le partiture al pian terreno ed al primo piano sono disomogenee come in origine. La parte di destra, ex-palazzo Benizzi, presenta dei pregevoli graffiti a monocromo, mentre la parte di sinistra ha le pietre della muratura a vista. È possibile rintracciare in facciata i resti della torre dei Malefìci, in una muratura a filaretto diversa da quella delle fabbriche affiancate, e nella pietra dei conci residui del grande arco di scarico dell'architrave d'ingresso. Nello scantinato della torre, durante i lavori eseguiti dopo la prima guerra mondiale, venne rinvenuta una finestra la cui apertura era al di sotto dell'attuale livello stradale. Sul palazzo si trovano sia una lapide che ricorda lo storico Francesco Guicciardini (nato e vissuto qui), sia una per san Filippo Benizi.
| MDCCCCXXI IN QVESTE CASE AB ANTICO DEI GVICCIARDINI SI SCRIVE A GLORIA D'ITALIA IL NOME DEL GRANDE ISTORICO FRANCESCO CHE AI TEMPI DA LVI POLITICAMENTE VISSVTI AFFIGVRÒ IN PAGINE SOPRAVVISSVTE IMMORTALI |

| SANCTO PHILIPPO BENITIO. QUEM IN COELIS MODO SUBLIMEM COLIS. VIATOR. HAEC OLIM DOMUS DEDIT NATALES CUNAS. LOCI FAMAM TEMPORIS DIUTURNITATE LABENTEM. ALOYSIUS ET FRANCISCUS GUICCIARDINII PERENNI MEMORIA INSTAURANDAM CURARUNT. A. S. M D C C X X V |

La traduzione è: "A san Filippo Benizzi. Colui che ora veneri sublime nei cieli, oh viandante, questa casa un tempo donò culla e natali. La fama del luogo si affievolisce col passare del tempo. Luigi e Francesco Guicciardini si sono impegnati a perpetuare la sua memoria. Anno del Signore 1725."
Accedendo si incontra un ampio androne coperto da volte, raccordato tramite un arcone poggiante su capitelli ionici (che si dicono provenienti dall'antica casa Barbadori) a un atrio su cui prospetta lo scalone e un misurato cortile, porticato con colonne in pietra serena e capitelli tuscanici. In questi ambienti si trovano alcune statue, varie targhe poste da vari membri della famiglia Guicciardini, stemmi, una fontana con mascherone e soprattutto un pregevole stucco con Ercole che spezza un braccio a Caco, risalente alla fine del Quattrocento (quindi all'epoca dei Benizzi) e forse derivato da un'opera perduta di Antonio del Pollaiolo; la scena è racchiusa in una cornice rinascimentale, mentre al di sotto è stato collocato un sarcofago romano usato come vasca per una fontanella che zampilla da una testa leonina, tra due iscrizioni funebri romane. 
Le lapidi qui ricordano il sindaco di Firenze Francesco Guicciardini, così come i restauri condotti nel 1922-1924 e poi a seguire di quelli del 1950 resisi necessari a causa delle distruzioni del 1944. 
| MCMXX RESTAVRANDO L'AVITO PALAZZO IL CONTE PAOLO GVICCIARDINI VOLLE NELL'ATRIO RINNOVATA DALLA ESTERIORE LATINA EPIGRAFE DEL 1726 LA MEMORIA DI SAN FILIPPO BENIZZI DEI SERVI DI MARIA CHE EBBE I NATALI IN QVESTE ALLORA CASE DEI SVOI E NEL TRAVAGLIATO SECOLO DECIMOTERZO SANTIFICÒ LA VITA CON LE RELIGIOSE E CIVILI VIRTV́ |

| AL CONTE FRANCESCO GVICCIARDINI CHE IL NOME GLORIOSO IN LVI RINNOVATOSI ONORÒ DEGNAMENTE DEPVTATO E MINISTRO DEL REGNO D'ITALIA SINDACO DI FIRENZE PRESIDENTE DELLA REGIA ACCADEMIA DEI GEORGOFILI SEMPRE CON ALTI INTENDIMENTI CIVILI E SOCIALI PONE QVESTA MEMORIA DOMESTICA IL FIGLIO PAOLO NEL SETTIMO ANNO DALLA MORTE MCMXXII |

| FRA LE ROVINE DELLE PIV CARE STRADE D'OLTARNO NEL MCMXLIV FERITO E PVR SALDO STETTE QUESTO SACRO ALLA STORIA DEL PALAGIO DE GVICCIARDINI NEL MCML PAOLO DI FRANCESCO DEGNAMENTE RESTAVRATA L'AVITA DIMORA LA RINNOVÒ E L'ACCREBBE MENTRE IL VECCHIO CEPPO DELLA SUA STIRPE ANCHE ESSO FOLGORATO E PERCOSSO DI NVOVA FRONDA SI RINNOVELLA R. RIDOLFI |

Nel cortile è un grande scudo (restaurato nel 1922) con l'arme parlante dei Guicciardini a tre corni di caccia - detti "buccine", poi deformate in "guiccine" o "guicciarde", da cui derivò il nome familiare - ordinati l'uno sull'altro).

### Giardino

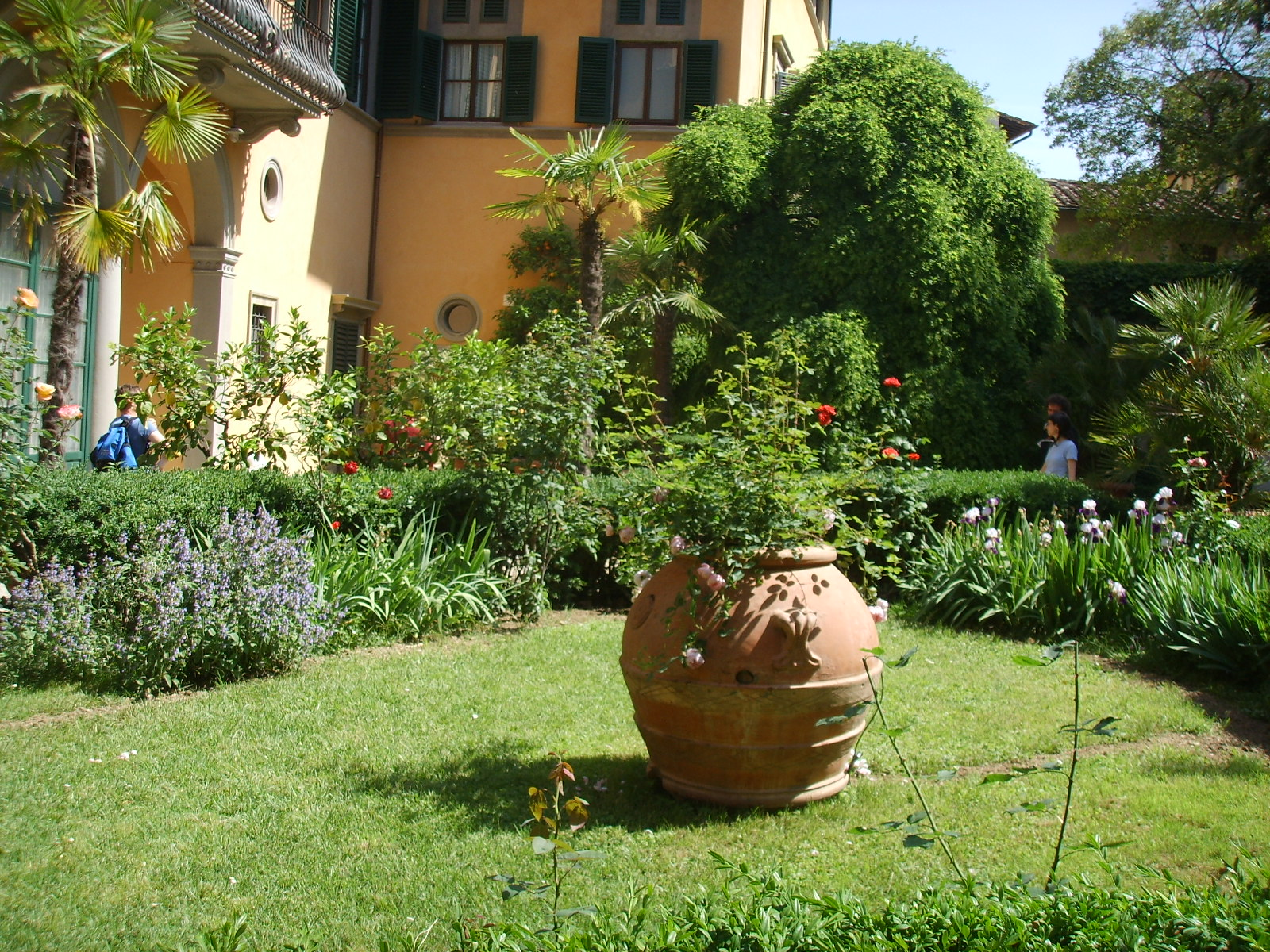
Il giardino

Il piccolo ma significativo giardino confina con quello di Boboli e ne è diviso dal Corridoio vasariano. Anticamente presentava una struttura all'italiana con siepi di bosso tagliate in maniera da creare aiuole geometriche e agrumi piantati a boschetto. L'impianto venne modificato nel 1804, in occasione delle nozze di Lorenzo Guicciardini con Elisabetta Pucci, con aggiunte in stile "all'inglese", quali alberi ad alto fusto, collinette artificiali e sentieri sinuosi, per quanto possibile nello spazio disponibile. Il disegno attuale risale al 1922 e crea vari punti di osservazione in prospettiva. Vi si trovano una montagnola con un arco che incornicia una statua di Venere sulla sommità, una fonte di acqua sorgente, che come ricorda una targa fu riscoperta nel 1845 assieme ad una targa che ne testimoniava l'uso in epoca romana, e vari frammenti scultorei, in parte inseriti in una cornice sul lato nord, secondo la moda settecentesca delle collezioni di materiali lapidei antichi.
Anche nel giardino si trovano delle lapidi, una sotto un antico stemma Guicciardini ricomposto su una parete:
| RINVENUTO TRA LE ROVINE DEL PALAZZO ANTISTANTE LA "CASA GRANDE" DEI GUIC- CIARDINI: I CIOMPI LO INCENDIARONO 1378; I TEDESCHI LO DISTRUSSERO 1944. QUI DAL CONTE PAOLO GUIC= CIARDINI COLLOCATO NEL MCMLIII |

Un'altra si trova sotto l'iscrizione "Aonia Aganippe" presso una fonte.

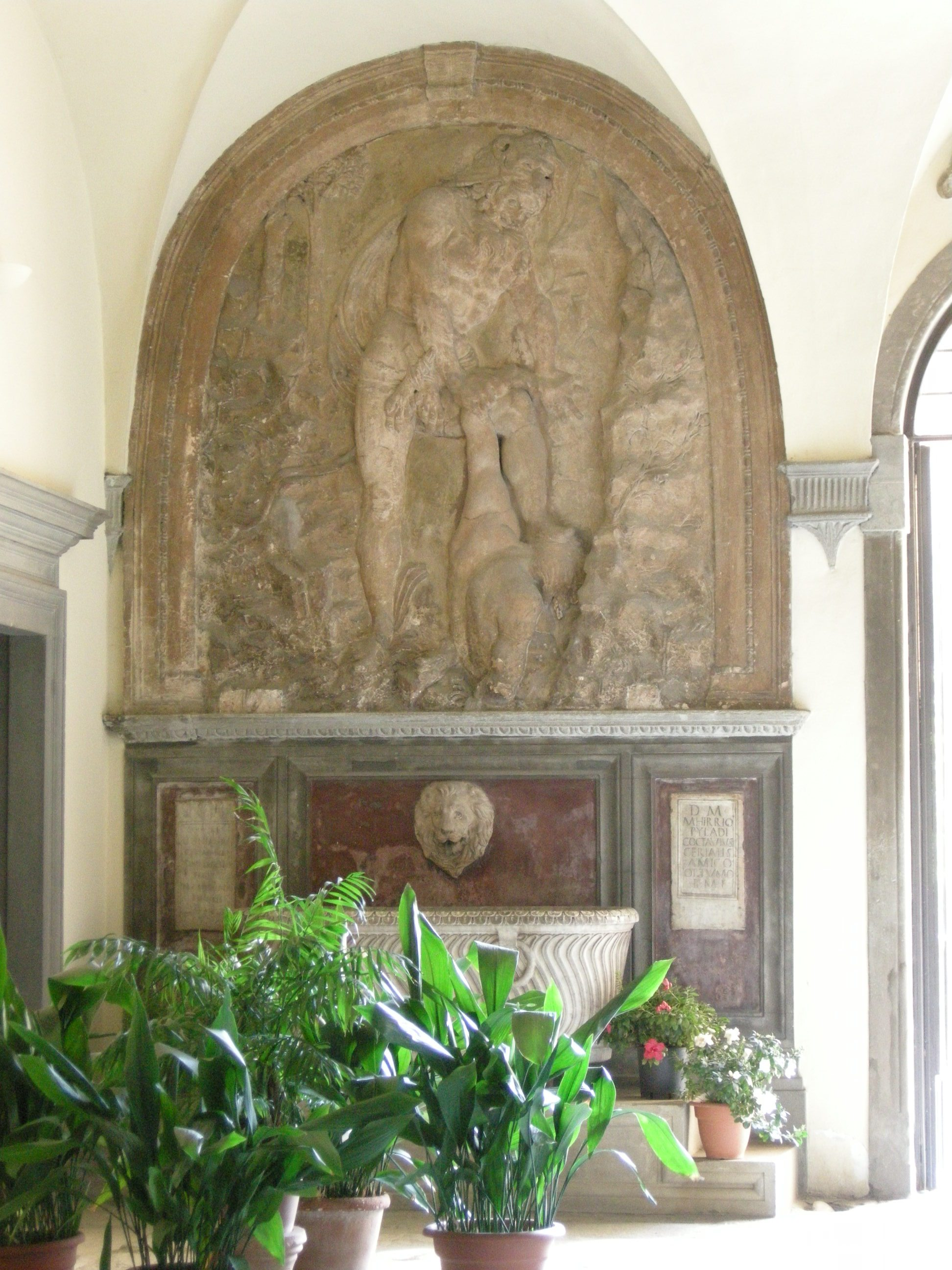
Stucco di Ercole, nell'atrio

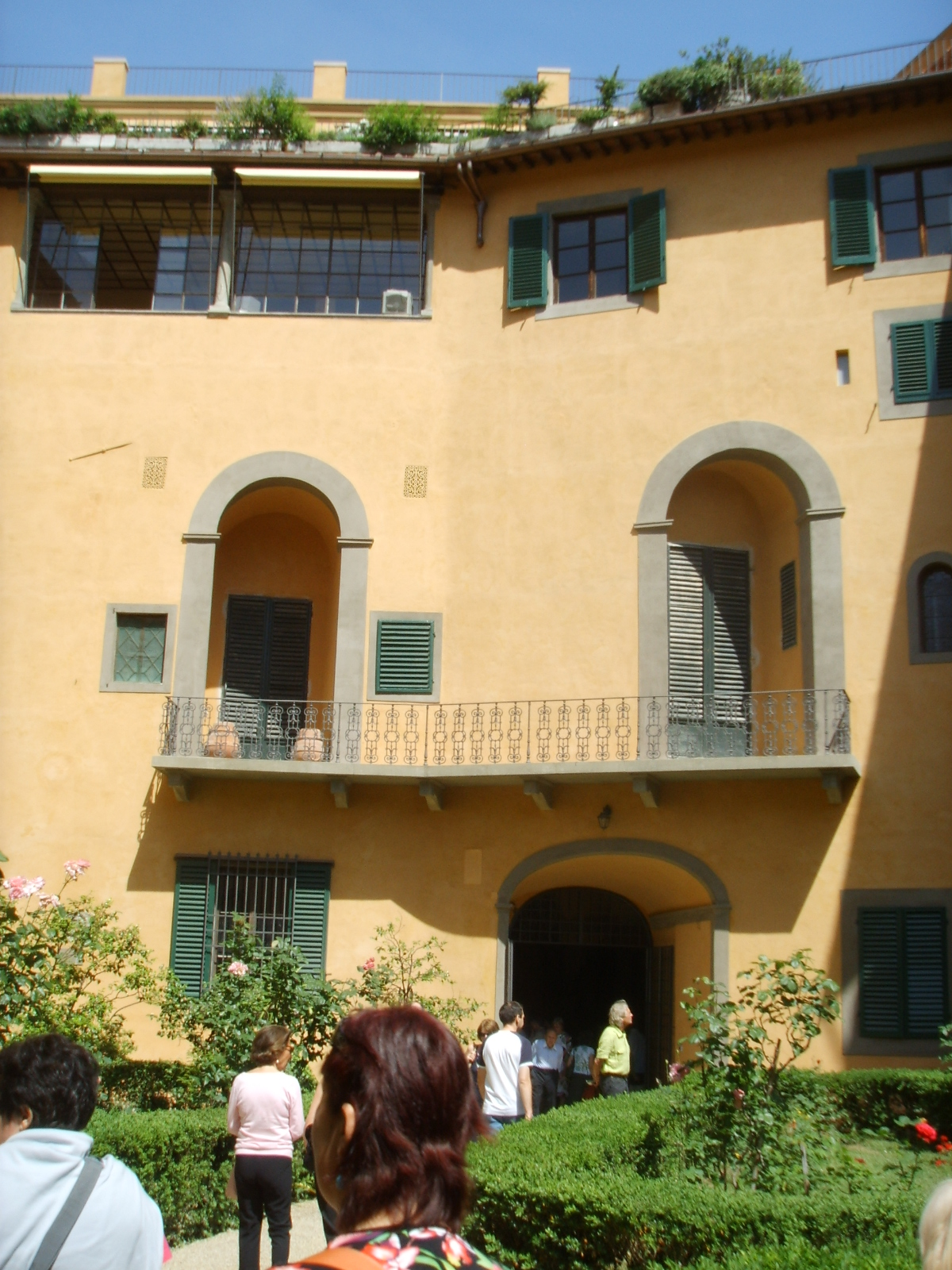
Il retro del palazzo